# Реріх Борис Костянтинович
Борис Костянтинович Реріх (28 травня (9 червня) 1885, Санкт-Петербург — 4 травня 1945, Москва) — архітектор, художник, графік, археолог. Молодший брат Миколи Реріха, був його активним помічником у втіленні ідей щодо охорони пам'яток культури, які потім вилилися в Пакт Реріха. Зробив великий внесок в розвиток української національної культури, тісно співпрацював з М. Грушевським, М. Макаренком, М. Бойчуком, Г. Нарбутом, Ф. Ернстом, І. Їжакевичем, М. Самокишем та ін.. Жертва сталінських репресій.

## Життєпис
Борис Реріх народився у Санкт-Петербурзі 28 травня 1885 року. Він був наймолодшою дитиною в родині нотаріуса Костянтина Федоровича Реріха та його дружини Марії Василівни. Після закінчення Петербурзької гімназії Карла Мая вступив до художньої школи при Товаристві заохочення мистецтв, де малювання викладав професор Д. Кардовський.
Потім навчався на архітектурному відділенні Петербурзькій академії мистецтв (курс професора Л. Бенуа), здружився з відомим у подальшому архітектором О. Щусєвим. Під час навчання працював у брата, М. К. Реріха, виконуючи малюнки картонів для мозаїк, ескізи для театральних постановок та інші театральні роботи.
Упродовж 1905—1910 рр. проводив археологічні розкопки в районі р. Усмань у Воронезькій губернії, а також під містом Лугою Петербурзької губ. За дорученням Археологічної комісії здійснив низку розкопок у Новгородській, Тамбовській губерніях і на Кавказі.
1909 року разом з О. Щусєвим брав участь у реконструкції Василівського собору в м. Овруч Волинської губ. Написав подорожні нотатки, створив акварельні малюнки, схеми та серію світлин з пейзажами, типажами місцевого населення та пам'ятками архітектури Овруччини.
Досліджував Волинь разом з Ф. Вовком, про результати цієї роботи вони доповідали на засіданні Відділення російської і слов′янської археології Імператорського російського географічного товариства 28 листопада 1909 р..
1910 року разом із групою архітекторів Імператорського військово-історичного товариства під керівництвом М. К. Реріха брав участь в обмірюванні та фотографуванні Новгородського Кремля.
З 1913 року служив у Школі Товариства заохочення мистецтв, був викладачем і секретарем Жіночих курсів вищих архітектурних знань Є. Ф. Багаєвої (пізніше перейменовані на Архітектурний інститут). У 1914 році організував і керував столярною майстернею при Школі Товариства заохочення мистецтв. У 1918 році був обраний виконувачем обов'язків директора Школи, згодом став проректором і помічником директора.
З 1919 по 1923 рік Борис Реріх жив у Києві, був професором Української академії мистецтв, завідувачем секції художньої освіти Народного комісаріату освіти, обраний професором Архітектурного інституту та Археологічного інституту.
1919 року Б. Реріх разом з М. Макаренком отримали завдання від археологічної секції Українського наукового товариства підготувати технічну документацію і кошторис для проведення ремонту в Михайлівському та Софійському соборах, Андріївській церкві. Проводили також археологічні розкопки на місці Десятинної церкви з метою встановити її розмір і план.
У 1921 році очолював секцію Комітету Мистецтв, а в 1922 році — Художню частину Дніпросоюзу та Художню частину Зовнішторгу.
Входив до організаційного комітету по створенню Музею мистецтв УАН (нині Національний музей мистецтв імені Богдана та Варвари Ханенків), брав участь у розшуку в Москві зниклих експонатів.
У 1923 році переїхав до Петрограда, працював помічником завідувача та викладачем у Державному художньо-промисловому технікумі (колишня Школа Товариства заохочення мистецтв), був професором Архітектурного інституту.
У 1926 році брав участь у підготовці Центральноазіатської експедиції М. К. Реріха. Зустрічався з братом у Новосибірську, Монголії та Москві.
З 1927 року працював старшим інженером і відповідальним керівником архітектурної групи будівельного сектору Діпромезу (Ленінград).
Заарештований у травні 1931 року, засуджений на три роки. Ув'язнення відбував у Внутрішній в'язниці ПП ОДПУ, працював у Особливому конструкторсько-технічному бюро № 12 разом із архітектором М. Є. Лансере та іншими ув'язненими архітекторами й інженерами. Достроково звільнений у січні 1933 року.
З початку 1940-х років жив у Москві. В роки війни листувався з братом Миколою.
Помер 4 травня 1945 року в Москві, похований на Даниловському цвинтарі.
Реабілітований у липні 2000 р. Постановою Президії Санкт-Петербурзького міського суду за відсутністю складу злочину.
У Наукових архівних фондах рукописів та фонозаписів Інституту мистецтвознавства, фольклористики та етнології ім. М. Т. Рильського зберігаються матеріали з архіву Б. К. Реріха, які 1945 року було придбано особисто від нього мистецтвознавцем Б. Бутником-Сіверським.

## Творчість
Створив галерею портретів 40 видатних діячів української національної культури, серед них — портрети композиторів Кирила Стеценка (1882—1922), Миколи Леонтовича (1877—1921), Якова Степового (1883—1921), які пішли з життя молодими, за нез′ясованих обставин. Ці портрети були опубліковані в журналі «Музика», що виходив у Києві в 1920-х роках, а Леонтовича — ще й на окремій листівці.
Борис Реріх відомий як майстер книжкової графіки. Серед його робіт — оформлення книги С. Васильченка «У жнива», яка вийшла у київському видавництві Вукопспілка 1922 р., збірки віршів поетів Е. Верхарна, Ш. Бодлера, П. Верлена (Київ, 1922).
Художник фільму «Палац і фортеця» (1924; реж. О. Івановський).